# 射钉枪

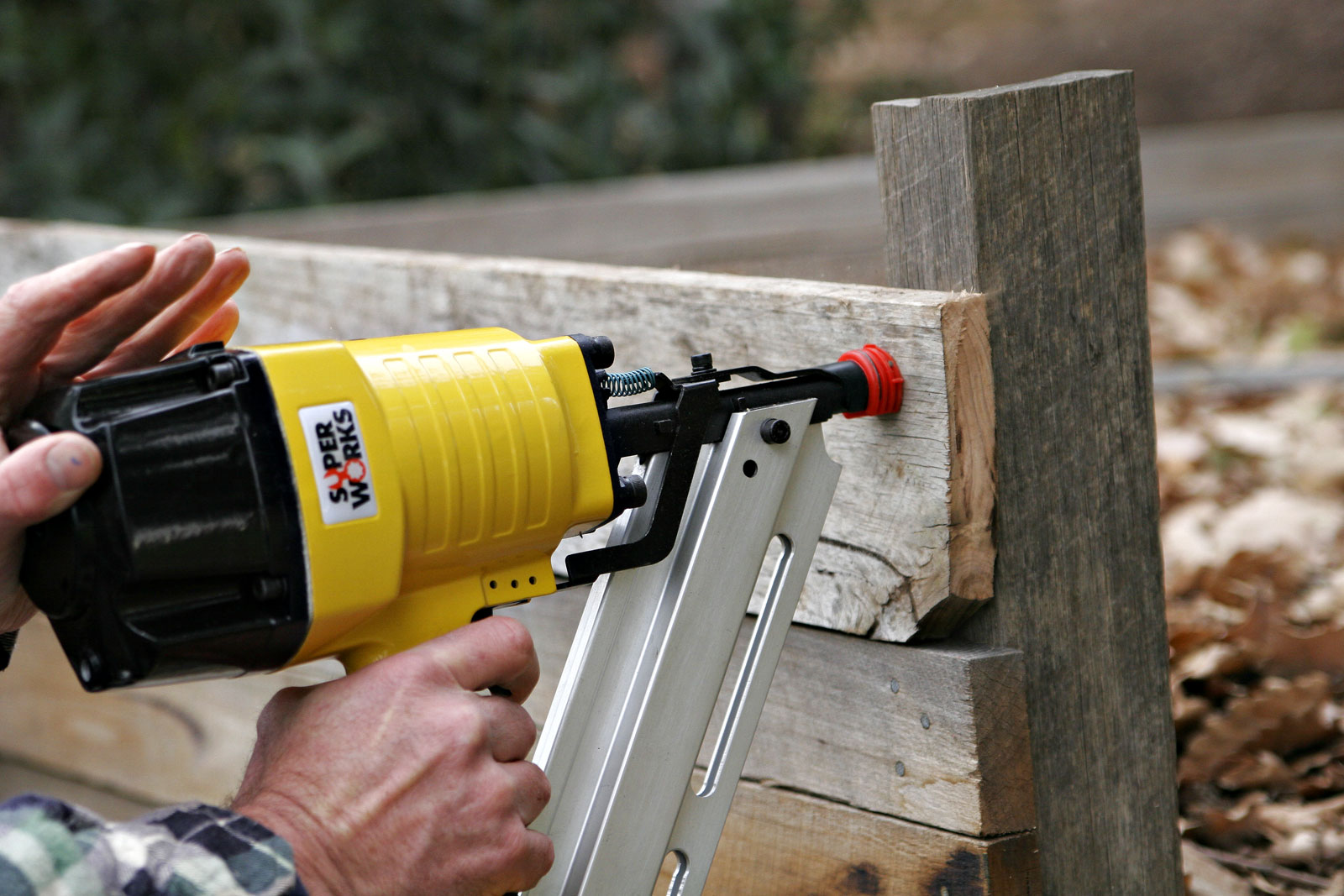
气动射钉枪

射钉枪（英語：nail gun），又称射钉器，是一种用于将钉子钉入木板或其他材料的工具。其将钉子储存类似彈匣的匣仓内，通过扣动扳机击发，可以持续快速地进行打钉作业。
射钉枪主要为压缩空气气动式，也有电动式、电磁驱动式、易燃气体驱动式和火药驱动式。商用射钉枪于1950年代面世。
射钉枪射出的钉子具有一定的动能，使用时需要严格遵循安全规范。根据美国疾病控制与预防中心的统计，全美每年约有37,000人因操作射钉枪的事故而被送往急诊。射钉枪通常使用接触击发（contact trigger）机制来保证安全，即枪头需要碰到工件才能击发。目前最安全的射钉枪击发方式为全顺序击发（full sequential trigger），即必须按照枪头先接触工件，然后扣动扳机的顺序击发，且在第二次击发前，枪头必须离开工件，扳机也必须释放。
此外，射钉枪有过用于犯罪的案例。

## 图片集

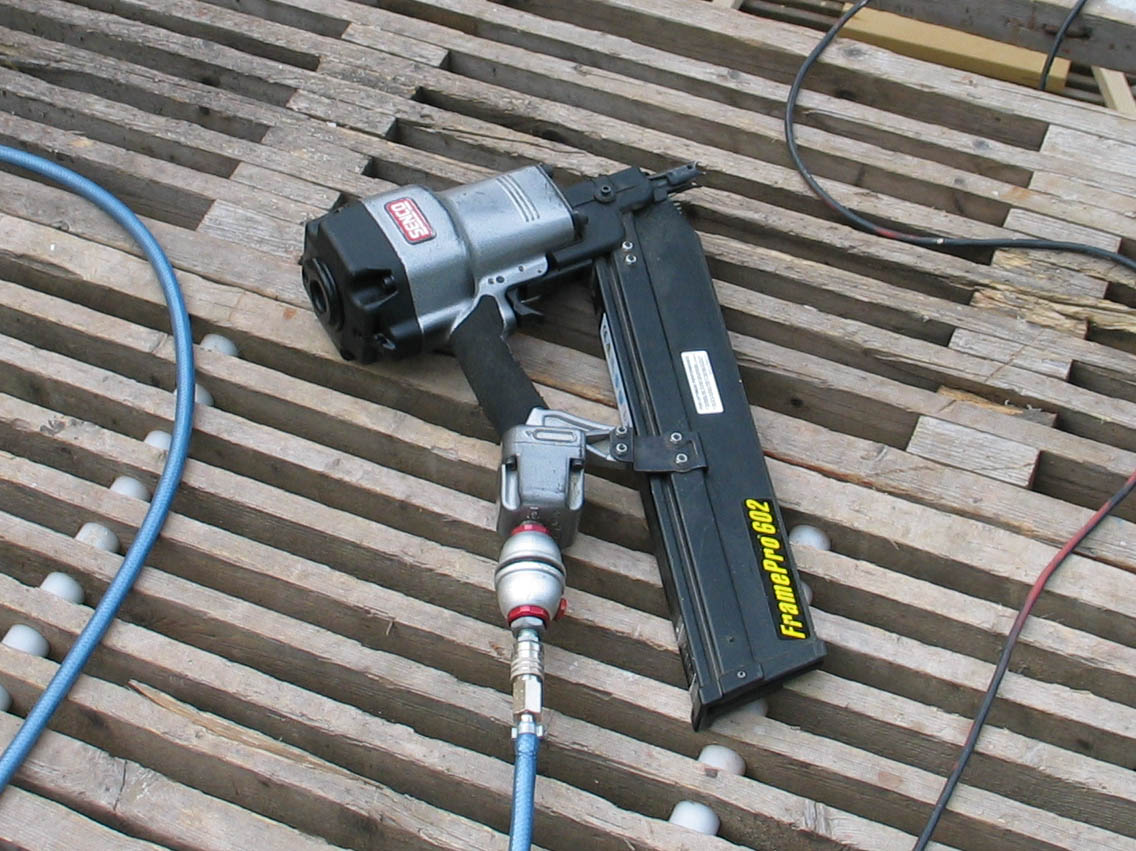
条形“弹夹”射钉枪
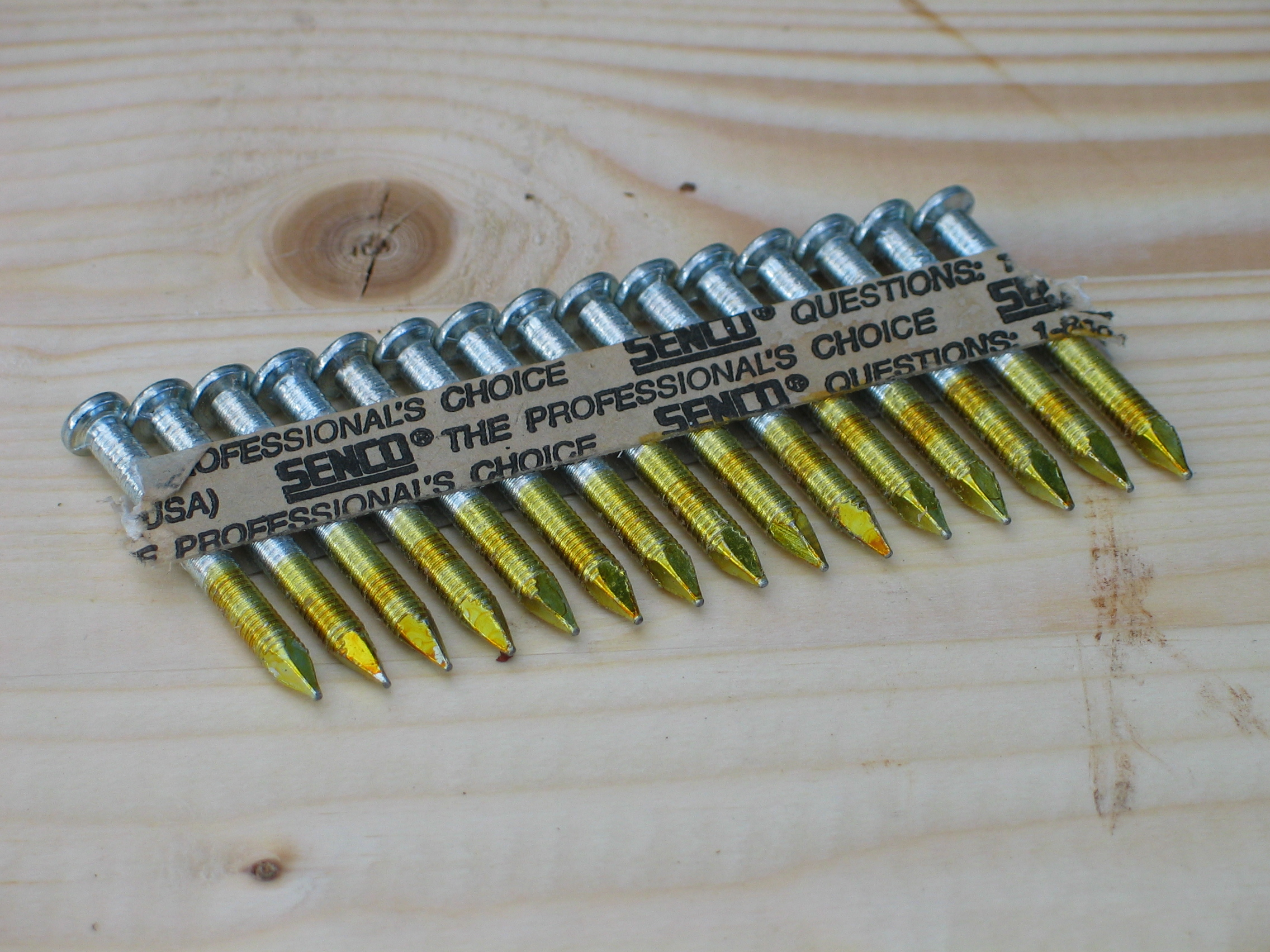
用于条形“弹夹”射钉枪的钉子
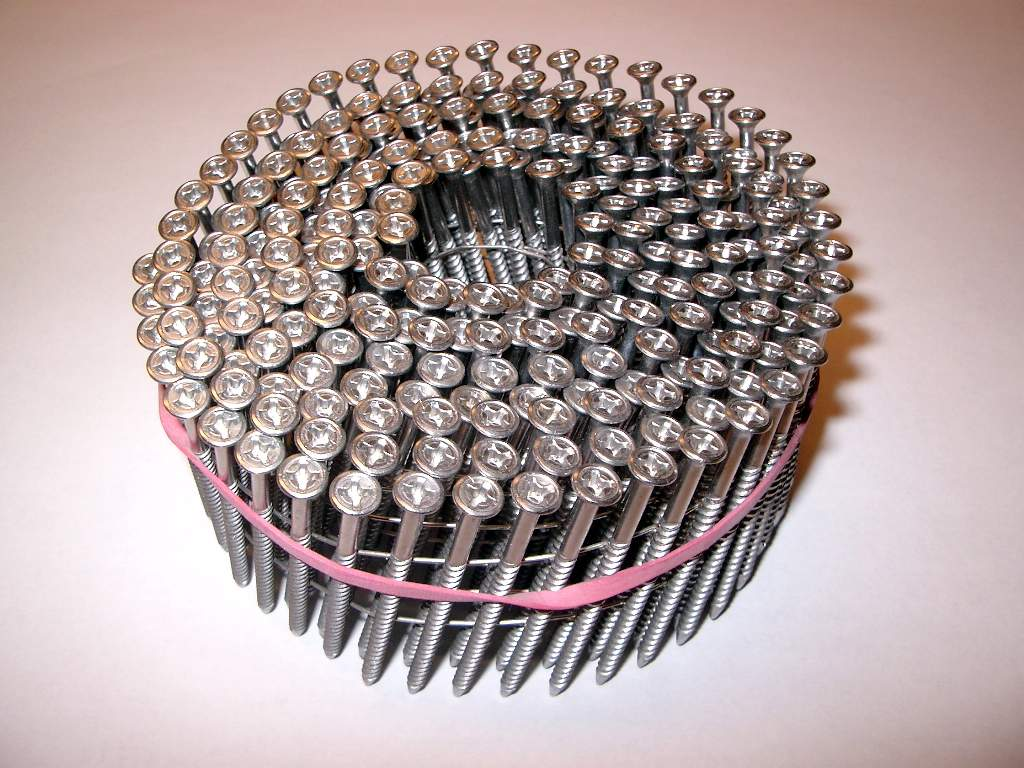
用于圆形“弹夹”的射钉枪的钉子
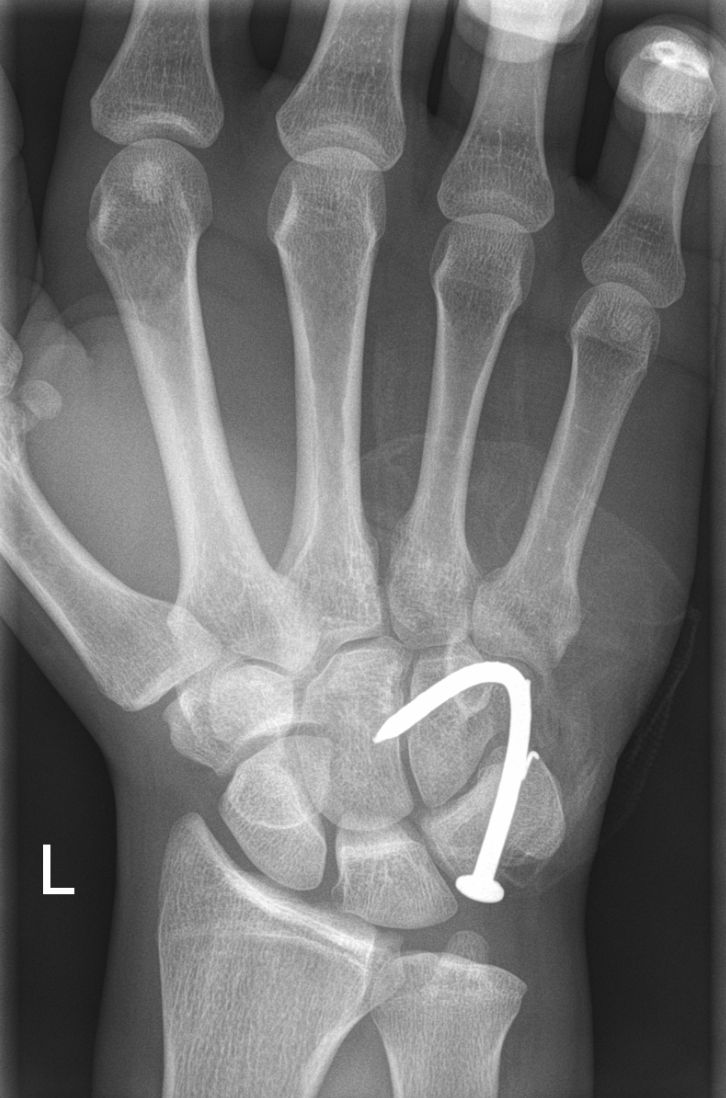
射钉枪操作事故